# NGC 1130
NGC 1130 (również PGC 10951) – galaktyka soczewkowata znajdująca się w gwiazdozbiorze Perseusza. Odkrył ją William Parsons 8 grudnia 1855 roku.